# Josefina Sruoga
Josefina Sruoga (Buenos Aires, 23 augustus 1990) is een Argentijns hockeyster. Ze nam eenmaal deel aan de Olympische Zomerspelen en won hierop een zilveren medaille. Josefina is de jongere zus van Daniela Sruoga.
In 2012, op de Olympische Spelen in Londen, was Nederland te sterk in de strijd om de olympische titel. Argentinië slaagde er wel in om de finale te bereiken, maar daarin werd er met 2-0 verloren van Nederland. 
Ze won vier keer de Champions Trophy, in 2009, 2010, 2012 en 2014.

## Erelijst
- 2009 –  Champions Trophy te Sydney (Australië)
- 2010 –  Champions Trophy te Nottingham (Engeland)
- 2011 –  Champions Trophy te Amstelveen (Nederland)
- 2011 –  Pan-Amerikaanse Spelen te Guadalajara (Mexico)
- 2012 –  Champions Trophy te Rosario (Argentinië)
- 2012 –  Olympische Spelen te Londen (Engeland)
- 2014 –  WK hockey te Den Haag (Nederland)
- 2014 –  Champions Trophy te Mendoza (Argentinië)
- 2015 –  Pan-Amerikaanse Spelen te Toronto (Canada)